# Overdrive (mecánica)

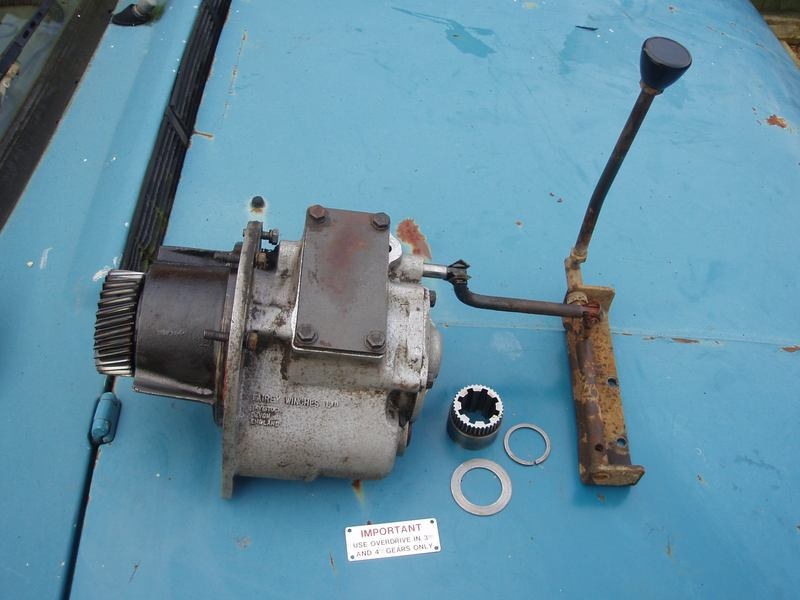
Vista de caja overdrive sacada de un Land Rover de 1979. Nótese la advertencia de utilizarlo sólo con la tercera y cuarta velocidad.

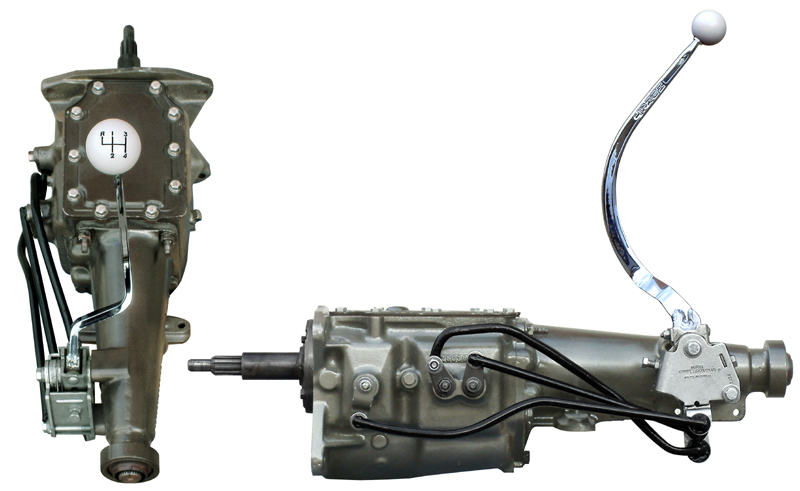
Caja de cambios Ford de tres velocidades con overdrive.

El Overdrive es un dispositivo mecánico para multiplicar la relación de transmisión de cada cambio de un vehículo automotor; con la intención de conseguir velocidad y un menor consumo a costa de perder par motor. 

## Uso
En el habla general, el overdrive es una etapa con cambios más largos de la transmisión automática (aunque también se ha utilizado en cajas de cambios manuales). El overdrive permite al motor funcionar con un régimen de revoluciones más bajo que con la relación directa 1.00:1 (habitualmente la tercera velocidad en cajas automáticas basadas en trenes epicicloidales). Esto genera un menor consumo de combustible y un funcionamiento más silencioso y con menor desgaste a cambio de una entrega de potencia menor. 
Su origen hay que buscarlo en los vehículos con disposición mecánica tradicional (motor delantero longitudinal y tracción trasera), donde era necesario evitar que el árbol de transmisión soportase el elevado par de torsión de  marchas cortas, por lo que la desmultiplicación final se hacía en el grupo trasero situado en el diferencial. 
Con esta disposición era relativamente sencillo alargar la relación directa 1.00:1 (o la última velocidad de una caja manual), mediante la instalación de un dispositivo adicional de accionamiento mecánico a la salida de la caja de cambios (o antes del grupo trasero) que aumentase la velocidad del árbol de transmisión por encima de las r. p. m. de giro del motor.
Históricamente el mecanismo se accionaba manualmente mediante un pulsador en la palanca de cambios o por medio de una palanca adicional, estando normalmente ligado su funcionamiento a la utilización de las marchas más largas de la caja automática o manual. En la actualidad en vehículos de tracción delantera con el motor y la caja de cambios montados en transeje estas consideraciones históricas no tienen tanto peso técnico y el overdrive a menudo está montado dentro de la propia caja, actuando en muchas ocasiones como una velocidad adicional más.
Hasta hace unos años el vehículo podía desconectar automáticamente el modo overdrive cuando se sobrepasaba cierta posición de la válvula de mariposa, o bien si el mecanismo era goberando por un sistema de "kick down" el overdrive se desconectaba en función de la posición del pedal del acelerador o de una segunda mariposa en el carburador, pudiendo adicionalmente, según el tipo de caja reducirse una marcha. El mismo sistema se encargaba de impedir el cambio de velocidad hasta el límite de revoluciones primando la aceleración sobre la economía, evitando la actuación del overdrive. Una transmisión automática clásica cambiaba de modo overdrive a modo normal ante una con mayor demanda de potencia. Bajo algunas condiciones sin embargo, como en el caso de llevar remolque, la transmisión podía quedar "indecisa" entre normal u overdrive, cambiando continuamente una y otra vez. En ese caso, las cajas ofrecían generalmente la posibilidad de desconexión del modo overdrive. El manual del vehículo en cuestión tiene información sobre como utilizarlo en esas situaciones.
Actualmente los cambios son realizados mediante solenoides comandados por centralitas electrónicas capaces de actuar en función de otros parámetros como la carga o el freno motor, el tipo de conducción o la situación del vehículo según los sensores del ABS/ESP.

## Reducción del consumo y desgaste
Al usar el overdrive, caen las revoluciones por minuto del motor, reduciendo el desgaste del motor y, normalmente, bajando el consumo. Habría que acudir al manual de automóvil para conocer la velocidad idónea a la que hacer funcionar el overdrive. De todos modos, todos los motores tienen un rango de máxima eficiencia; si se usa el overdrive es posible que el motor funcione fuera de dicho rango, anulando cualquier ganancia producida por el menor régimen del motor.
Existen debates sobre la eficacia general del overdrive, pues requiere de una mayor cantidad de piezas móviles que una transmisión directa; aunque la mayoría coinciden en que, dentro de la caja de cambios, ese efecto es mínimo. Existe otra dificultad con la velocidad de rotación del eje conductor.
Así, las ventajas del overdrive dependen de tres factores básicos: relación de transmisión, incluido el overdrive; desmultiplicación en el diferencial, y el tamaño del neumático. El problema con la velocidad de rotación hace efecto si se usa una desmultiplicación muy alta en el diferencial, y se usa el overdrive para compensarlo. Para reducir el peso del árbol de transmisión, éste es hueco y está realizado en un metal relativamente fino, por lo que no es apto para transmitir el elevado par motriz generado en marchas cortas pero tampoco está diseñado para girar a tales velocidades que pueda llegar a deformarse por la fricción, el calor y la  fuerza centrífuga. La colocación de dispositivos overdrive en vehículos que no contaban con ellos puede causar incómodas vibraciones a altas velocidades e incluso la destrucción de los ejes debido a las fuerzas centrífugas y a un equilibrio inestable.
Las altas velocidades de rotación pueden causar calor y desgaste si se combinan altas desmultiplicaciones de diferencial, overdrive y unos neumáticos demasiado pequeños, creando una fricción innecesaria. Esto es especialmente importante ya que los diferenciales están sumergidos en un espeso lubricante, y no tienen más refrigeración que el aire que rodea la carcasa.
La intención, por tanto, es la de reducir el uso del overdrive y ofrecer una relación de transmisión más larga para la primera marcha, que se traduce en más cambios entre la primera y la última marcha para mantener el motor en un funcionamiento lo más eficiente posible. Esta es una razón por la que los automóviles cada vez ofrecen más cambios en sus transmisiones, de fábrica. Además, es un dispositivo que ya apenas se usa, por lo que solo se ve en vehículos especiales, como camiones pesados o vehículos de alto rendimiento.
- Datos: Q1545052
- Multimedia: Overdrives / Q1545052